# Tirukkuṟaḷ
Le Tirukkuṟaḷ (tamoul : திருக்குறள் connu également comme le Kural), écrit par Tiruvalluvar, est une œuvre tamoule faisant partie du corpus classique de la littérature du Sangam. Elle est composée de 1 330 distiques ou couplets rimés exposant les différents enseignements utiles à l'homme pour mener une existence harmonieuse. Sa date de rédaction est incertaine.
Le Tirukkural est le plus célèbre des écrits tamouls, tant à l’intérieur du pays tamoul qu’en dehors, en particulier en Occident dès le XVIIIe siècle grâce aux travaux de traduction des missionnaires.
Le caractère intemporel et universel des aphorismes du Kural a permis à ce dernier de traverser près de deux millénaires sans tomber dans l’oubli du temps et de rester vivace dans la mémoire collective de la société tamoule. Depuis la période du post sangam de nombreux auteurs et commentateurs, et en particulier les plus célèbres Naccinarkkiniyar et Parimelalakar du XIIIe siècle, citent le Tirukkural sous ces noms : muppāl (trois livres) ; tamiḻmarai (« Veda tamoul ») ; poyyamoḻi (« discours qui ne ment pas »), ou encore Deyva nūl (« livre divin »).

## Présentation
Le Tirukkural (tamoul : திருக்குறள்) comprend 133 chapitres de 10 kural (couplets rimés) chacun. L'ensemble de l'œuvre est organisée en trois livres, le 1er traitant de la Sagesse (அறத்துப்பால்/aṟattuppāl), le 2e de la Fortune (பொருட்பால்/poruṭpāl) et le 3e de l’Amour (இன்பத்துப்பால்/inpattuppāl ou காமத்துப்பால்/kāmattuppāl). L’enchaînement de ces trois livres s’inscrit dans un modèle panindien de l’Ordre, du Profit et du Plaisir, soit respectivement « Dharma », « Artha » et « Kāma » en Sanscrit.
L’originalité de l’œuvre tamoule de Tiruvalluvar réside dans l’absence du 4e livre : la Délivrance ou encore le Mokṣa, partie d’essence spéculative et religieuse, ces quatre volets formant dans les écrits sanscrits le Puruṣārtha ou les quatre finalités de l’homme. L’absence du volet « Délivrance » dans le Kural lui confère son caractère universel, l’inscrivant ainsi dans le cadre de la littérature du Sangam d’inspiration profane. À travers le Kural, Tiruvalluvar livre des conseils pour une vie harmonieuse et saine.
Chaque livre est divisé en sections, elles-mêmes divisées en chapitres. Chaque chapitre comprend 10 distiques.
Le livre de la Sagesse est composé d’un total de 380 distiques traitant des sujets comme le bienfait de la pluie, la vie conjugale, les enfants, l’hospitalité, l’équité, le contrôle de soi, la charité, la non consommation de viande, le contrôle de la colère, la non-violence…  Nombre de ces vertus se retrouvent dans l'Hindouisme, puis reprises par le Jaïnisme.
Dans le livre de la Fortune, le plus long, le poète, au travers des 600 distiques, précise ses pensées utiles à la fois au plus haut des gouvernants, le Roi et ses ministres qu’au simple homme. Ce livre aborde la politique, la justice, la richesse, l’éducation, l’agriculture…
Le livre de l’Amour, le plus court des trois, se distingue des deux précédents par sa forme. Alors que ceux-ci sont les aphorismes de l’auteur, le 3e livre de 250 distiques se présente sous une forme dramatique, avec l’intervention directe d’abord de l’amant et de l’amante, ensuite de l’époux et de l’épouse, sans toutefois aller jusqu’au dialogue.

## Tiruvalluvar, l'auteur duKural

### Son nom et son origine
Edouard Ariel qualifiait le Tirukkural ainsi « ce livre sans nom, par un auteur sans nom... ». Si on enlève le préfixe honorifique « tiru » on constate que le livre porte le nom de la strophe ayant servi à sa composition, le « kural venpa » et son auteur porte le nom de son métier ou de sa communauté, « valluvan ».
Dans le pays tamoul contemporain, Tiruvalluvar est souvent vu comme un divin paria, un érudit, un homme sage issu d’une caste inférieure, tel un nénuphar sortant de la boue. Selon une tradition plus ancienne, il est considéré comme un héraut, un messager royal. Une autre tradition beaucoup plus proche du folklore que de l’histoire le voit comme un tisserand, fils d’Adi et de Bhagavan respectivement mère et père d’une grande fratrie. Tiruvalluvar se retrouve ainsi frère à la fois de personnages historiques comme Auvaiyar, une poétesse de la période littéraire du Sangam, de personnages du folklore du Tamil Nadu et du Kérala, voire frère des dieux et déesses!
Il serait né à Mylapore, ville qui est devenue un quartier de Madras. D’autres le font naître à Madurai, la ville littéraire du Sud de l’Inde. L’imagerie populaire le voit comme un vieil homme en posture de rishi védique.

### Son époque
L’absence de toute référence historique dans le Kural ne permet pas de déterminer l’époque de Valluvar. Le Tirukkural est daté de façon très imprécise, puisqu'on pense qu'il a été écrit entre le IIe siècle av. J.-C. et le VIIIe siècle. Le livre est considéré comme postérieur à l’Arthashastra  par certains historiens, et antérieur aux Silapathikaram et Manimekalai puisque l'un comme l'autre reconnaissent le texte Kural. Toutefois la très faible proportion des mots d’origine du nord de l’Inde, en particulier du sanskrit, soit quelques dizaines de mots dans un total de 12 000 mots, le placerait plutôt au début de l’ère chrétienne.

### Sa religion
L'une des questions que soulève la lecture de Tirukkural est celle de la religion de son auteur. Les idées qu'il exprime sont au bout du compte de nature séculière, et par suite, acceptables par à peu près toutes les religions.
Les dix premiers kural ou couplets voient affirmer sa croyance en la nécessité de l'adoration de Dieu.
Il croit par ailleurs à la réincarnation des âmes, et il apparaît plutôt appartenir au jaïnisme, religion assez répandue au sud de l'Inde à l'époque du Sangam, d'autant plus que le terme Ādi Bhagavan, utilisé dès le premier couplet pour exprimer Dieu, n'est pas sans évoquer le premier des 24 derniers Tîrthankara jaïns, Ādi Nāthan.
Pour autant l'utilisation d'Ādi Bhagavan ne doit pas écarter l’appartenance de Tiruvalluvar à l'hindouisme : la réincarnation, la non consommation de viande... étant également partagées par cette religion.

## La forme métrique duKural: Kural Venpā
Le mètre utilisé dans le Tirukkural par Valluvar est le « kural venpā » ou encore le 'venpa court qui réunit deux vers (அடி/aṭi) : le premier vers de quatre pieds et le second vers écourté de trois pieds.

Chaque pied métrique (சீர்/cīr) est composé de deux unités métriques (pied « naturel ») ou de trois unités métriques (pied « non naturel »).

Une unité métrique (அசை/acai) peut être monosyllabique (நேர்/nēr) ou dissyllabique (நிரை/nirai).

Dans le cas d’un pied « non naturel » la troisième unité métrique est obligatoirement monosyllabique. Dans une unité dissyllabique, la première syllabe est obligatoirement brève. De plus le dernier pied du second vers ne peut accepter plus d’une unité métrique.

L’enchaînement des pieds « naturel » et non naturel » et des unités monosyllabiques et dissyllabiques à l’intérieur d’un même vers et entre deux vers se fait dans le respect des règles strictes (non développées ici).
Voici un exemple d’un couplet tiré du 3e livre, le livre de l’Amour et sa traduction de François Gros.
| texte en tamoul                                                                            | transcription phonétique                               | traduction en français                                                               |
| ------------------------------------------------------------------------------------------ | ------------------------------------------------------ | ------------------------------------------------------------------------------------ |
| கடாஅக் களிற்றின்மேற் கட்படாம் மாதர் படாஅ முலைமேல் துகில்.                                                       | kaṭāak kaliṟṟiṉmēl kaṭpaṭām mātar paṭāa mulaimēl tukil | Frontail sur les yeux d'un éléphant furieux, voile sur les seins fermes d'une femme. |
| soit M = monosyllabique et D = dissyllabique vers no 1 : DM DMM MMM MM vers no 2 : DM DM D |                                                        |                                                                                      |

La rime apparaît à la deuxième syllabe (ṭā) comme c'est souvent le cas en Tamoul, alors que la syllabe initiale de chacun des deux vers est de même longueur ("a" court).

## Traductions
La traduction en latin du Thirukkural faite par Costanzo Beschi en 1730 (Veeramamunivar, Thirukural (Books I and II), Londres, 1730) a considérablement contribué à faire connaître aux intellectuels européens la richesse et la beauté des textes littéraires tamouls. Charles Graul, Bibliotheca tamulica sive Opera praecipua Tamuliensium edita, translata, adnotationibus glossariisque instructa, Leipzig : Dörffling & Franke : F. A. Brockhaus, 1854-1865 ; Kural of Tiruvalluver. High-Tamil text, with translation into common Tamil and Latin, notes and , Bibliotheca tamulica : 4, Bibliotheca tamulica, Leipzig : F. A. Brockhaus, 1865. Mais aussi : Kural of thiruvalluvar, Tranquebar, 1866.
Une traduction anglaise du Tirukkural a été établie par le révérend George Uglow Pope (1820-1908). Cette traduction, terminée le 1er septembre 1886, a permis la diffusion du Tirukkural en Occident ; elle est largement reconnue et acceptée dans le monde.

### En français
Poésies populaires du Sud de l'Inde. Traduction et notices par Pierre-Eugène Lamairesse : Morale de Tirouvallouver, Légende et tragédie de Saranga, Chants sacrés en l'honneur de Siva et de Vichnou, Paris, A. Lacroix, Verboeckhoven et Cie, 1867.
Tirouk Koural de Tirouvallouvar,... , traduction du tamoul par Mootoocomaren Sangeelee, ~1970.
François Gros, Le Livre de l'Amour de Tiruvalluvar, Connaissance de l'Orient, Collection UNESCO d'œuvres représentatives, Gallimard, Paris, 1992,  (ISBN 2070725715)